# Paroedura gracilis
Paroedura gracilis es una especie de geco del género Paroedura, familia Gekkonidae, orden Squamata. Fue descrita científicamente por Boulenger en 1896.

## Distribución y hábitat
Se distribuye por Madagascar. Habita en bosques húmedos y ocasionalmente en plantaciones. Es nocturno.